# Patricia Tarabini
Patricia Tarabini (La Plata, 6 agosto 1968) è un'allenatrice di tennis ed ex tennista argentina.

## Biografia
Nel 1985, da juniores, vinse il torneo di doppio al Roland Garros in coppia con Mariana Pérez-Roldán, l'anno seguente si aggiudicò, sempre a Parigi il torneo di Singolare. Vinse una medaglia d'oro ai XII Giochi panamericani e una medaglia di bronzo nel doppio ai Giochi della XXVIII Olimpiade insieme Paola Suárez
Arrivò 29º in graduatoria il 9 maggio del 1988. Anni dopo, nel 1994, partecipò al torneo di Wimbledon 1994 - Singolare femminile ma al secondo turno venne sconfitta da Helena Suková.
In coppia vinse 15 titoli, fra cui l'Athens Trophy nel 1989 in coppia con Sandra Cecchini battendo in finale Silke Meier e Elena Pampoulova con 4–6, 6–4, 6–2. Il rapporto con l'italiana continuò nell'Estoril Open del 1990 dove vinsero il doppio contro Carin Bakkum e Nicole Muns e nel 1993 vinsero il San Marino CEPU Open contro Florencia Labat e Barbara Rittner con il punteggio di 6-3, 6-2.
Tra gli altri tornei vinti il MPS Group Championships nel 2001 con Conchita Martínez, sconfiggendo Martina Navrátilová e Arantxa Sánchez Vicario.
Si è ritirata nel 2004, a 36 anni.
Dal 2019 è la coach della tennista russa Anna Kalinskaya.